# Ústí nad Labem-i kerület
Koordináták: é. sz. 50° 32′ 54″, k. h. 13° 55′ 27″50.548333°N 13.924167°E
Az Ústí nad Labem-i kerület (csehül Ústecký kraj) közigazgatási egység Csehország északi részén. Székhelye Ústí nad Labem. Lakosainak száma 843 462 fő (2006).
Keletről az óramutató járásával megegyező irányban a Libereci kerület, a Közép-csehországi kerület, a Plzeňi kerület és a Karlovy Vary-i kerület határolja. Északi határán Németországgal szomszédos.

## Járások
2005. január 1-jétől, a legutóbbi kerülethatár módosítás óta a területe 5 335 km², melyen 7 járás osztozik:
| Név (Cseh név)                                | Jel | Székhely       | Népesség (fő) | Terület (km²) | Népsűrűség (fő/km²) | Községek száma |
| --------------------------------------------- | --- | -------------- | ------------- | ------------- | ------------------- | -------------- |
| Chomutovi járás (Okres Chomutov)              | CV  | Chomutov       | 125 923       | 935,30        | 135                 | 44             |
| Děčíni járás (Okres Děčín)                    | DC  | Děčín          | 135 581       | 908,58        | 149                 | 52             |
| Litoměřicei járás (Okres Litoměřice)          | LT  | Litoměřice     | 117 573       | 1 032,16      | 114                 | 105            |
| Lounyi járás (Okres Louny)                    | LN  | Louny          | 86 867        | 1 117,65      | 78                  | 70             |
| Mosti járás (Okres Most)                      | MO  | Most           | 117 368       | 467,16        | 251                 | 26             |
| Teplicei járás (Okres Teplice)                | TP  | Teplice        | 129 533       | 469,27        | 276                 | 34             |
| Ústí nad Labem-i járás (Okres Ústí nad Labem) | UL  | Ústí nad Labem | 120 373       | 404,440       | 298                 | 23             |

## Legnagyobb települések

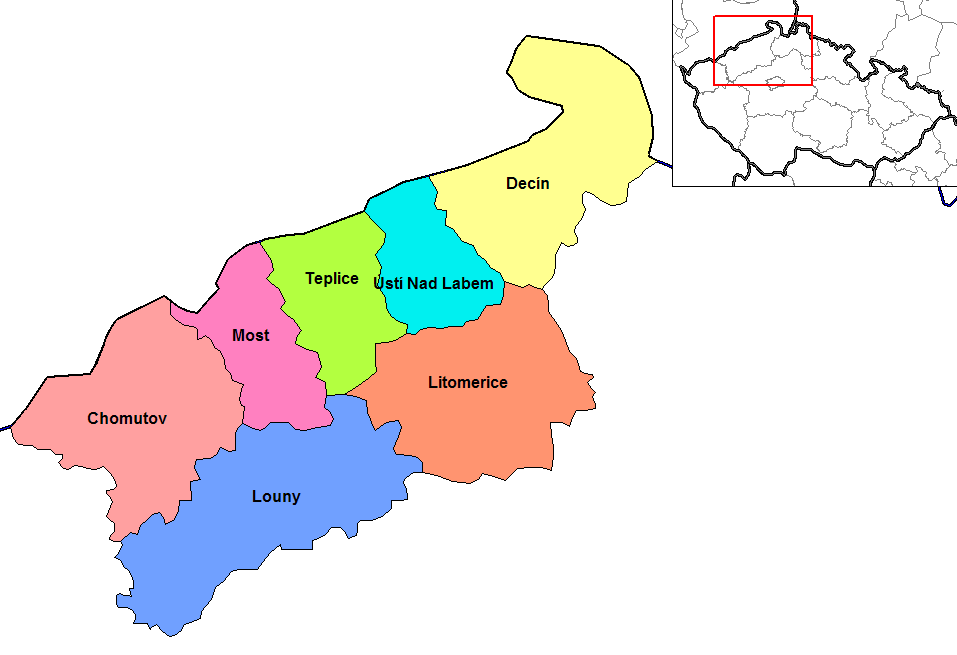
Az Ústí nad Labem-i kerület járásai

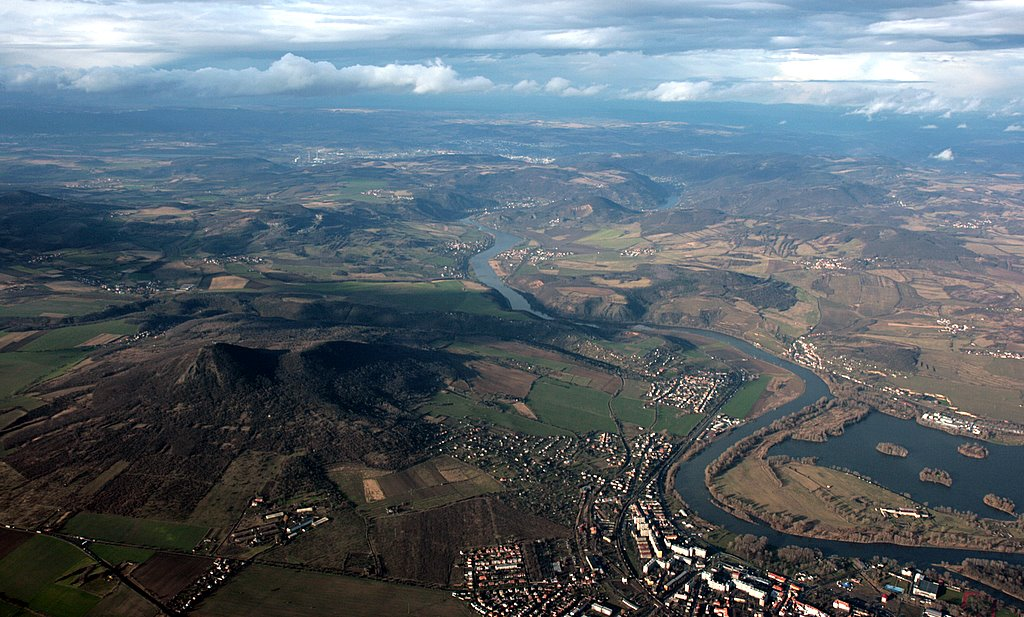
Az Elba Lovosicnél

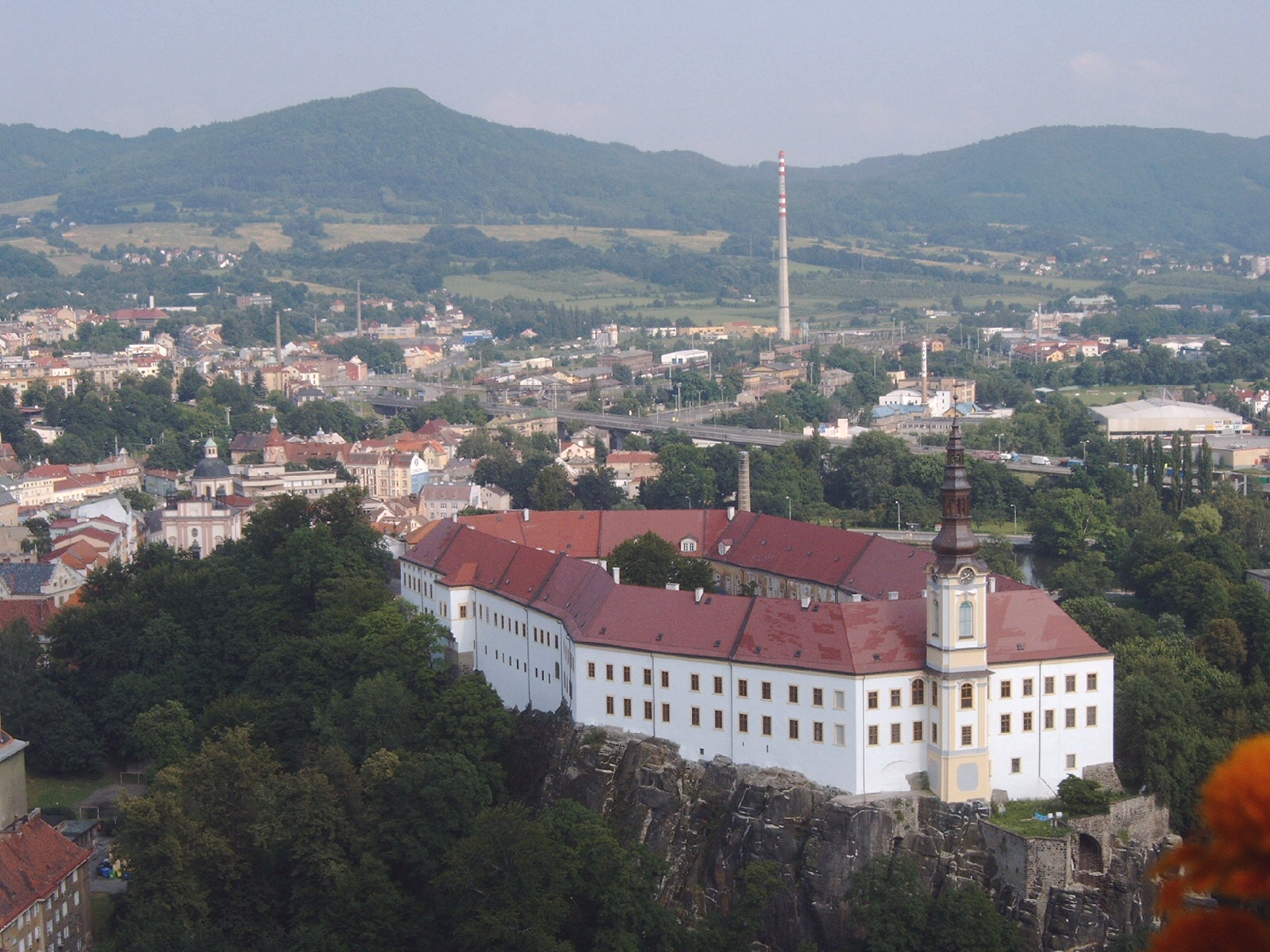
Děčín

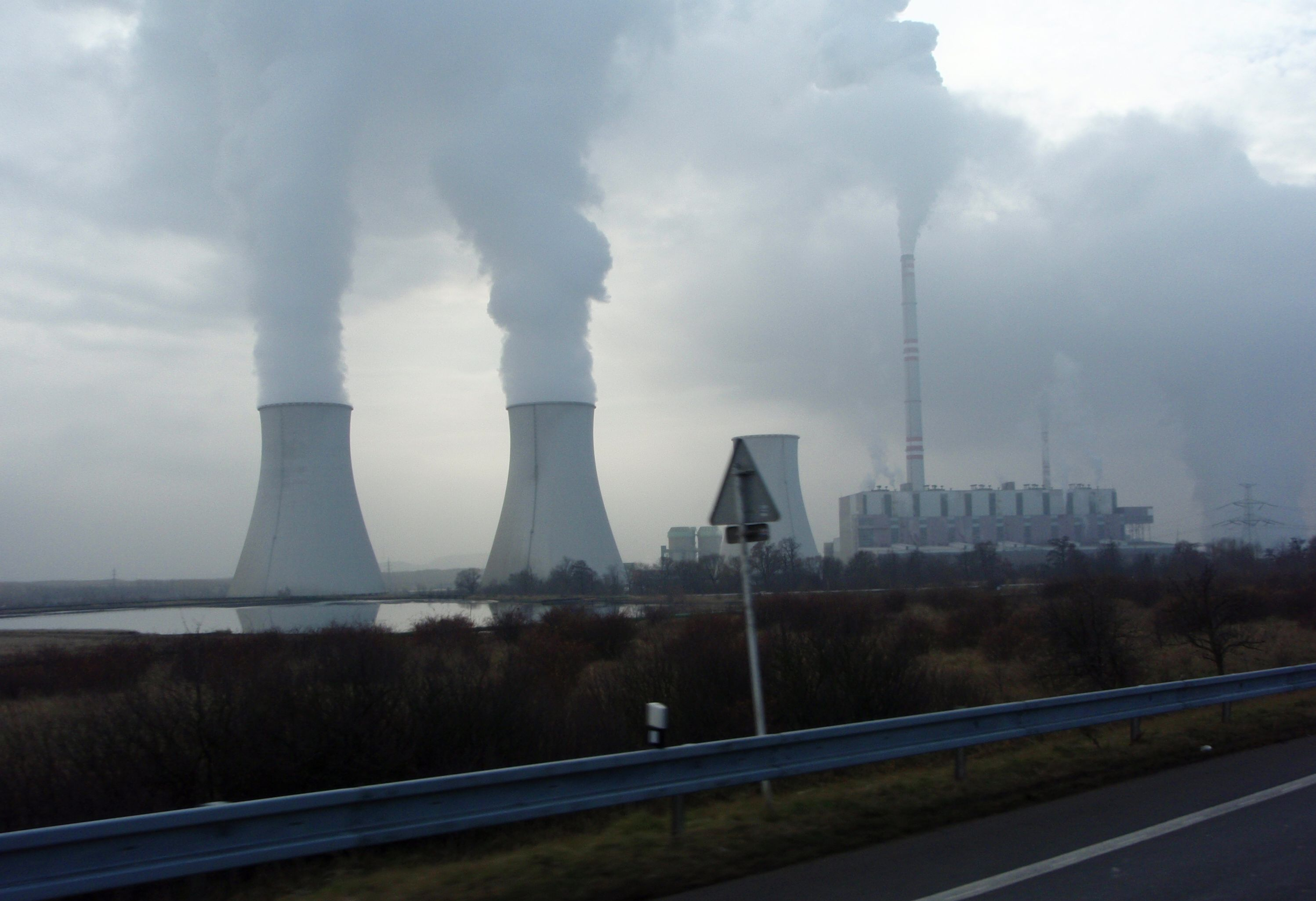
A Prunéřov hőerőmű Kadaň mellett

| Név                | Lakosság (fő, 2005. december 31.) |
| ------------------ | --------------------------------- |
| Ústí nad Labem     | 94.298                            |
| Most               | 67.805                            |
| Děčín              | 51.875                            |
| Teplice            | 51.010                            |
| Chomutov           | 50.027                            |
| Litvínov           | 27.056                            |
| Litoměřice         | 23.909                            |
| Jirkov             | 21.093                            |
| Žatec              | 19.517                            |
| Louny              | 18.841                            |
| Kadaň              | 17.807                            |
| Varnsdorf          | 15.786                            |
| Bílina             | 15.669                            |
| Klášterec nad Ohří | 15.593                            |
| Krupka             | 13.894                            |
| Roudnice nad Labem | 12.923                            |
| Rumburk            | 11.181                            |
| Lovosice           | 9.209                             |
| Štětí              | 9.144                             |
| Duchcov            | 8.937                             |
| Dubí               | 7.714                             |
| Podbořany          | 6.298                             |
| Šluknov            | 5.713                             |
| Česká Kamenice     | 5.485                             |
| Jílové             | 5.292                             |
| Postoloprty        | 5.002                             |

## Fordítás
- Ez a szócikk részben vagy egészben  az   Ústí nad Labem Region című angol Wikipédia-szócikk ezen változatának fordításán alapul.  Az eredeti cikk szerkesztőit annak laptörténete sorolja fel. Ez a jelzés csupán a megfogalmazás eredetét és a szerzői jogokat jelzi, nem szolgál a cikkben szereplő információk forrásmegjelöléseként.
- Ez a szócikk részben vagy egészben  az   Ústecký kraj című cseh Wikipédia-szócikk ezen változatának fordításán alapul.  Az eredeti cikk szerkesztőit annak laptörténete sorolja fel. Ez a jelzés csupán a megfogalmazás eredetét és a szerzői jogokat jelzi, nem szolgál a cikkben szereplő információk forrásmegjelöléseként.